# هستون
الهِستونات، في علم الأحياء، هو بروتينات قلويه (قاعدية) تساعد في تنظيم تركيب ال DNA داخل انوية الخلايا حقيقية النواة. تتواجد الهستونات ضمن صبغيات الخلايا حقيقية النوى، ولا تتواجد عند الجراثيم، لكنها مع ذلك تتواجد عند بعض الجراثيم القديمة (عتائق). تتميز كل الهيستونات بوجود سمة مشتركة بينها حيث تملك ثلاث لفات حلزونية عروتين " تدعى motif "

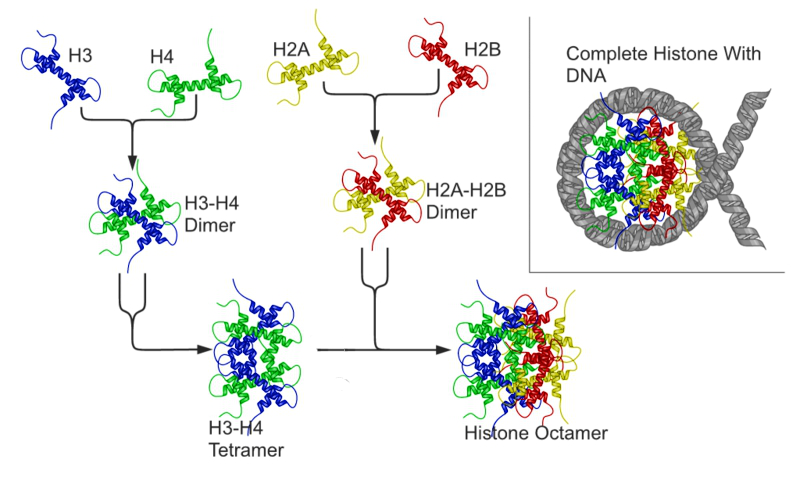
رسم توضيحي لتركيب نوكليوسوم من بروتين هيستومات.

## أنواع الهيستونات
هناك خمس أنواع للهيستوانات وهي جميعها بروتينات صغيرة الحجم تتألف من 102 -132 حمض أميني ماعدا الهيستون H1 حيث يتألف من عدد أكبر من الحموض
H2A،
H2B،
هيدروجين ثلاثي الذرة،
H4، و
H1.(أنظر الشكل أسفله)